# Lorotolus
Lorotolus is een bestuurslaag in het regentschap Belu van de provincie Oost-Nusa Tenggara, Indonesië. Lorotolus telt 1428 inwoners (volkstelling 2010).